# Håbrand
Håbrand (Lamna nasus), även sillhaj, är en art i underklassen hajar. Namnet sillhaj syftar på artens föda som företrädesvis består av sill och besläktade fiskarter.

## Utbredning och population
Artens huvudsakliga utbredningsområde är norra Atlanten. Den förekommer även i Nordsjön, Medelhavet och ibland till och med i Östersjön. På södra jordklotet förekommer arten till exempel söder om Australien, vid Chiles kustlinje och i subantarktiska regioner (se karta).
På grund av överfiskning under 1970-talet i norra Atlanten gick artens bestånd dramatiskt tillbaka. Först 2001 iakttogs en stabilisering av populationen. IUCN listar hela arten som sårbar (i nordöstra Atlanten och Medelhavet "akut hotad", i nordvästra Atlanten "starkt hotad"). I Washingtonkonventionen finns håbrand med i appendix II.

## Kännetecken
Håbranden når en längd på upp till tre meter. Utseendemässigt påminner den om vithaj. Det antas att artens medellivslängd ligger vid 30 år. Håbranden skiljer sig från andra hajar i samma familj genom en vit fläck som pryder den bakre nederkanten på ryggfenan. I motsats till vithajen saknar håbranden också skyddande ögonlock.

## Föda
Håbranden livnär sig huvudsakligen av fiskar som lever i stim. Vid undersökningar av djurets maginnehåll hittades även delar av andra hajarter. Även kannibalism har dokumenterats.

## Håbrand och människor
Inget fall är känt där en håbrand har attackerat en människa men på grund av djurets storlek är faran inte helt osannolik. Håbrand är en matfisk.